# Grófův palác (Segedín)
Grófův palác v maďarském městě Segedín je kulturní památka a významná ukázka uherské secese v centru uvedeného jihomaďarského města. Stojí na adrese Tisza Lajos körút 20.
Budova je největší samostatnou secesní stavbou v centru Segedína, která se do současné doby dochovala v téměř nezměněné podobě. Palác byl postaven z podnětu grófa Mártona Árpáda, tehdejšího generálního prokurátora Segedína, a sloužil jako sídlo dobře placených městských úředníků. Budova, kterou navrhl Ferenc Raichle, měla v úrovni ulice kanceláře a v horním patře potom byty. Palác byl dokončen v roce 1913, ve velmi krátké době, po pouhých 13 měsících stavby.
Budova byla postavená na pozemku s trojúhelníkovým půdorysem. Je orientovaná do tří ulic. Jeho fasáda je v duchu secese značně členitá, zahrnuje různé štíty, součástí jsou balkony a v rozích věžičky. Stejně jako i u jiných budov Ference Raichleho i zde se prolíná inspirace tradiční maďarskou architekturou s orientálními prvky.
Uvnitř paláce se nachází velké schodiště s kovaným zábradlím.
V roce 2006 byla budova maďarským ministerstvem kultury prohlášena za kulturní památku. Na počátku roku 2010 byl palác ve velmi špatném stavu, především z důvodu nedostatku údržby v předchozích desetiletích. Na několika místech z něj opadávala omítka a do střechy zatékalo. V roce 2013 požádala města Segedín, Senta a Subotica (poslední dvě v sousedním Srbsku) žádost o dotaci z fondu Evropské unie pro přeshraniční spolupráci, která zahrnovala rekonstrukci nejvýznamnějších secesních budov v uvedených třech městech. Obnova střešní konstrukce Grófova paláce byla zahrnuta do žádosti v roce 2013.